# Systaria barkudensis
Systaria barkudensis är en spindelart som först beskrevs av Gravely 1931.  Systaria barkudensis ingår i släktet Systaria och familjen sporrspindlar. Inga underarter finns listade i Catalogue of Life.